# Hibiscus chapadensis
Hibiscus chapadensis är en malvaväxtart som beskrevs av Antonio Krapovickas och Fryxell. Hibiscus chapadensis ingår i Hibiskussläktet som ingår i familjen malvaväxter. Inga underarter finns listade i Catalogue of Life.